# 잭키 베이스하트

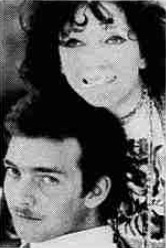

재키 베이스하트(Jackie Basehart, 1951년 10월 11일 ~ 2015년 5월 16일)는 미국의 배우이다.
샌타모니카에서 태어났으며 밀라노에서 사망하였다. 사인은 질병이다.

## 출연 작품

### 영화
- 엘리트 특공대 (1978)
- 별난 전쟁 (1982, Ciao nemico)
- 무솔리니와 차 한 잔 (1999)